# Lanhas
Lanhas é uma povoação portuguesa sede da Freguesia de Lanhas do Município de Vila Verde, freguesia que tem 1,83 km² de área e 654 habitantes (censo de 2021), tendo, por isso, uma densidade populacional de 357,4 hab./km².

## Demografia
A população registada nos censos foi:
| Distribuição da População por Grupos Etários | Distribuição da População por Grupos Etários | Distribuição da População por Grupos Etários | Distribuição da População por Grupos Etários | Distribuição da População por Grupos Etários |
| -------------------------------------------- | -------------------------------------------- | -------------------------------------------- | -------------------------------------------- | -------------------------------------------- |
| Ano                                          | 0-14 Anos                                    | 15-24 Anos                                   | 25-64 Anos                                   | > 65 Anos                                    |
| 2001                                         | 94                                           | 100                                          | 268                                          | 73                                           |
| 2011                                         | 97                                           | 66                                           | 328                                          | 90                                           |
| 2021                                         | 83                                           | 67                                           | 321                                          | 183                                          |

## Património
- Igreja Paroquial de Lanhas
- Capela do Senhor dos Aflitos
- Capela de São Geraldo

## História
Pertenceu ao concelho de Pico de Regalados. Com a extinção deste, por decreto de 24 de outubro de 1855, passou para o (atual município) de Vila Verde.
Esteve anexada à paróquia de Sabariz entre 9 de agosto de 1876 a 3 de janeiro de 1884, data em que foi desanexada por provisão do Senhor Arcebispo António José de Freitas Honorato.

## Lugares
Além da sede, a Freguesia de Lanhas tem os seguintes lugares:
- Barreiro, Boa Vista, Cantinhos, Cruzes, Igreja, Lages, Monte, Outeiro, Passo, Quintã, São Geraldo, Senhor e Souto.